# Chargé d’affaires

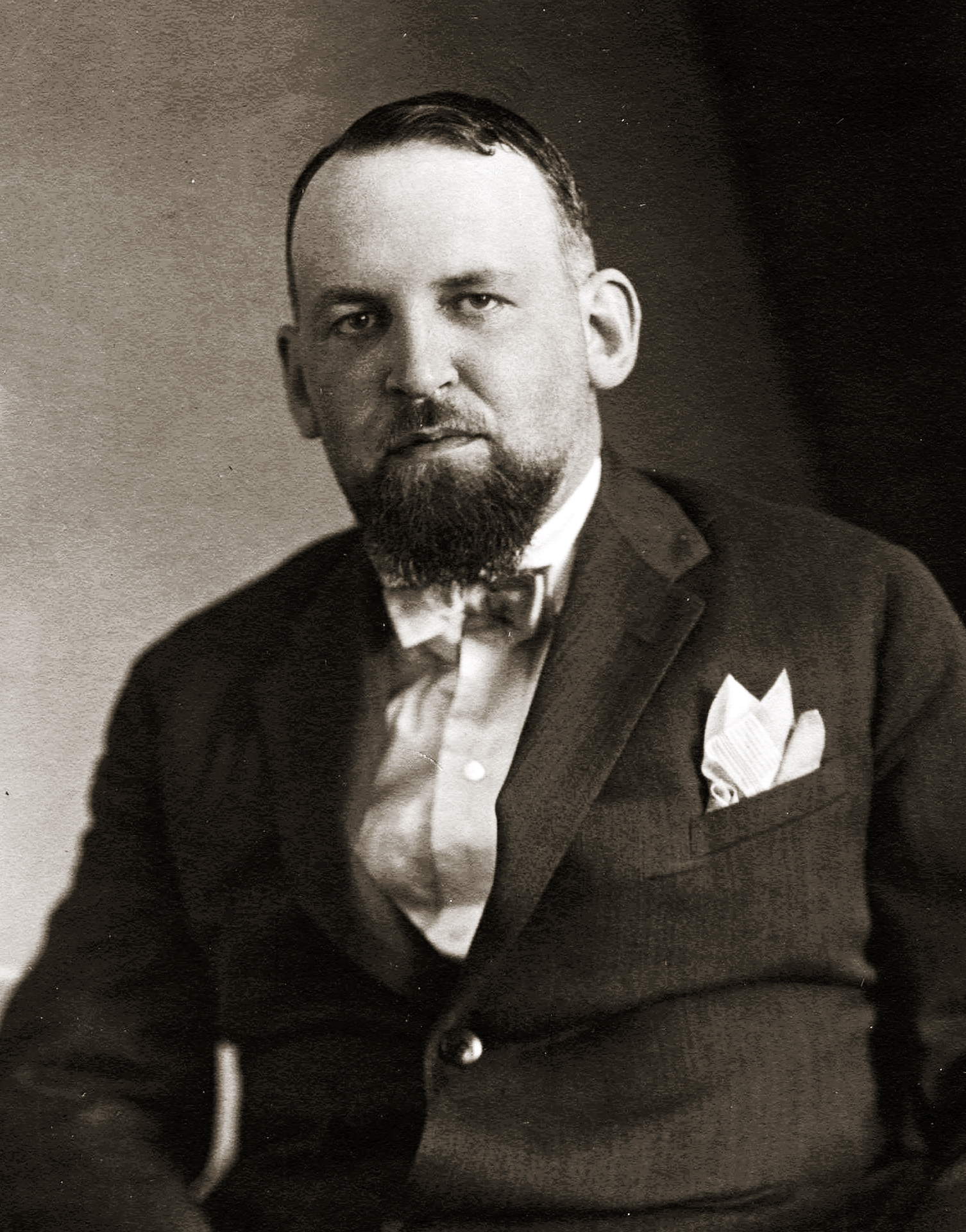
Aleksander Ładoś, w latach 1940–1945 polski chargé d’affaires w Szwajcarii

Chargé d’affaires (wymowa: [ʃaʁ.ˈʒe.da.ˌfɛʁ], z języka francuskiego, dosłownie: „odpowiedzialny za sprawy” czyli „pełniący obowiązki, p.o.”) – pełnomocnik ambasadora, osoba kierująca ambasadą w jego zastępstwie.

## Warianty
Pojęcie to ma dwa warianty:
1. Chargé d’affaires en pied (fr. en pied – „na piechotę, chodzący”), zwany też chargé d’affaires en titre (tytularny). Jest to szef misji dyplomatycznej trzeciej (najniższej) klasy, akredytowany przy ministrze spraw zagranicznych kraju, w którym znajduje się placówka dyplomatyczna, przez ministra spraw zagranicznych kraju, który urzędnik ten ma reprezentować[3]. Instytucja ta powstała na mocy ustaleń kongresu wiedeńskiego i do tej pory jest (rzadko) używana. W odróżnieniu od ambasadorów, chargé d’affaires en pied składa listy wprowadzające (fr. lettres d’introduction) ministrowi spraw zagranicznych państwa przyjmującego, zgodnie z art. 14 Konwencji wiedeńskiej o stosunkach dyplomatycznych[4].
2. Chargé d’affaires ad interim – tymczasowy chargé d’affaires, zwany też per interim, który zastępuje szefa misji dyplomatycznej wyższej klasy podczas jego nieobecności w kraju przyjmującym, w razie wakatu (stałego bądź tymczasowego) tego urzędu, oczekiwania na przybycie następcy, lub w razie jego choroby. Najczęściej jest nim najwyższy stopniem członek personelu dyplomatycznego misji. Niektóre kraje nadają takim chargés d’affaires ad  interim tytuł ministrów, więc urzędnikom takim ponadto przysługują przywileje i immunitety identyczne jak w przypadku ambasadorów, gdyż i oni są reprezentantem kraju, który delegował ich na placówkę, zgodnie z art. 19 Konwencji[4].